# Pays de neige (Japon)
Pour les articles homonymes, voir Pays de neige.
Pays de neige (雪国, yukiguni), aussi, de façon plus prosaïque, gōsetsu chitai (豪雪地帯, « zone de fortes chutes de neige ») désignent les régions du Japon caractérisées par de fortes et durables chutes de neige. Celles-ci représentent les endroits où les chutes de neige et la couverture de neige sont suffisamment importantes pour constituer un obstacle aux moyens de subsistance des habitants ou au développement de l'industrie locale ce qui correspond à plus de la moitié du territoire japonais en hiver.

## Météorologie
Les fortes chutes de neige du Japon sont causées par la circulation d'ouest soufflant du continent ou de Sibérie en hiver. Cet air très froid et sec se charge d'humidité en passant sur les eaux sans glace de la mer du Japon, formant des nuages convectifs. Le flux subit ensuite un soulèvement orographique sur les pentes des hautes montagnes de l'épine dorsale de Honshū et d'Hokkaidō ce qui refroidit l'air jusqu'à sursaturation et libèrent l'humidité des nuages sous forme de neige abondante du côté au vent. Il s'agit d'un phénomène similaire au Snow Belt en Amérique du Nord.

## Conséquences
Il arrive souvent que la neige soit si épaisse dans certains endroits que les bâtiments sont dotés d'une entrée spéciale à l'étage et les habitants doivent retirer la neige de leurs toits pour éviter que son poids ne l'écrase. Les habitants de certaines villes creusent des tunnels pour se rendre chez les uns, les autres et les rues sont bordées de trottoirs couverts pour permettre aux gens de se déplacer. Aujourd'hui, dans les régions où les températures sont suffisamment élevées pour le permettre, de nombreuses routes sont équipées d'arroseurs utilisant l'eau chaude du sol pour les rendre praticables en faisant fondre la neige.
En conséquence, la région comprend certains des endroits les plus enneigés du monde aux mêmes latitudes, ainsi que les stations de ski les plus méridionales de l'hémisphère nord. De nombreuses localités sont également fréquemment touchées par des avalanches et des précautions particulières sont prises pour protéger les arbres du poids de la neige.

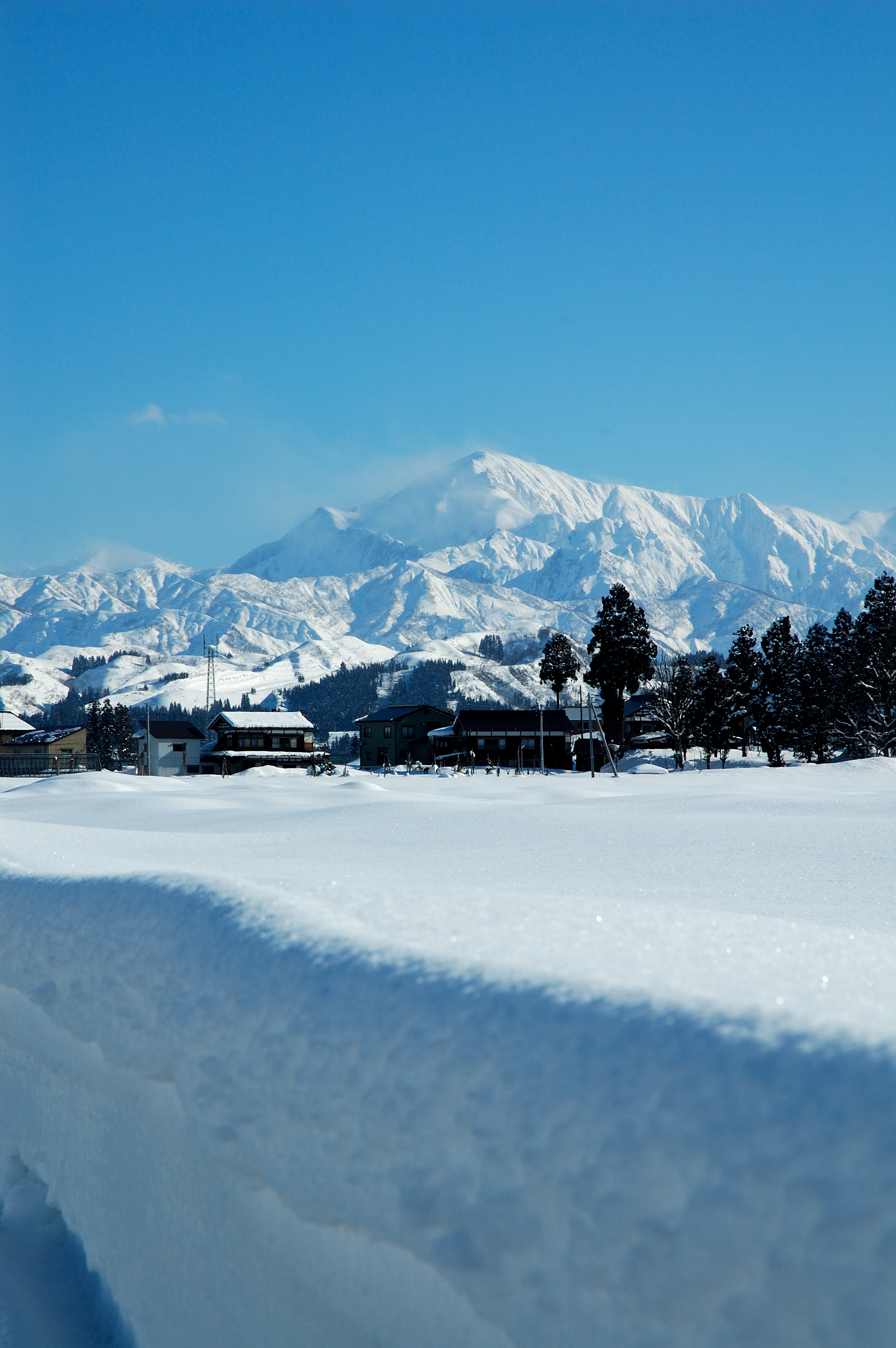
Paysage yukiguni (Niigata, Japon).
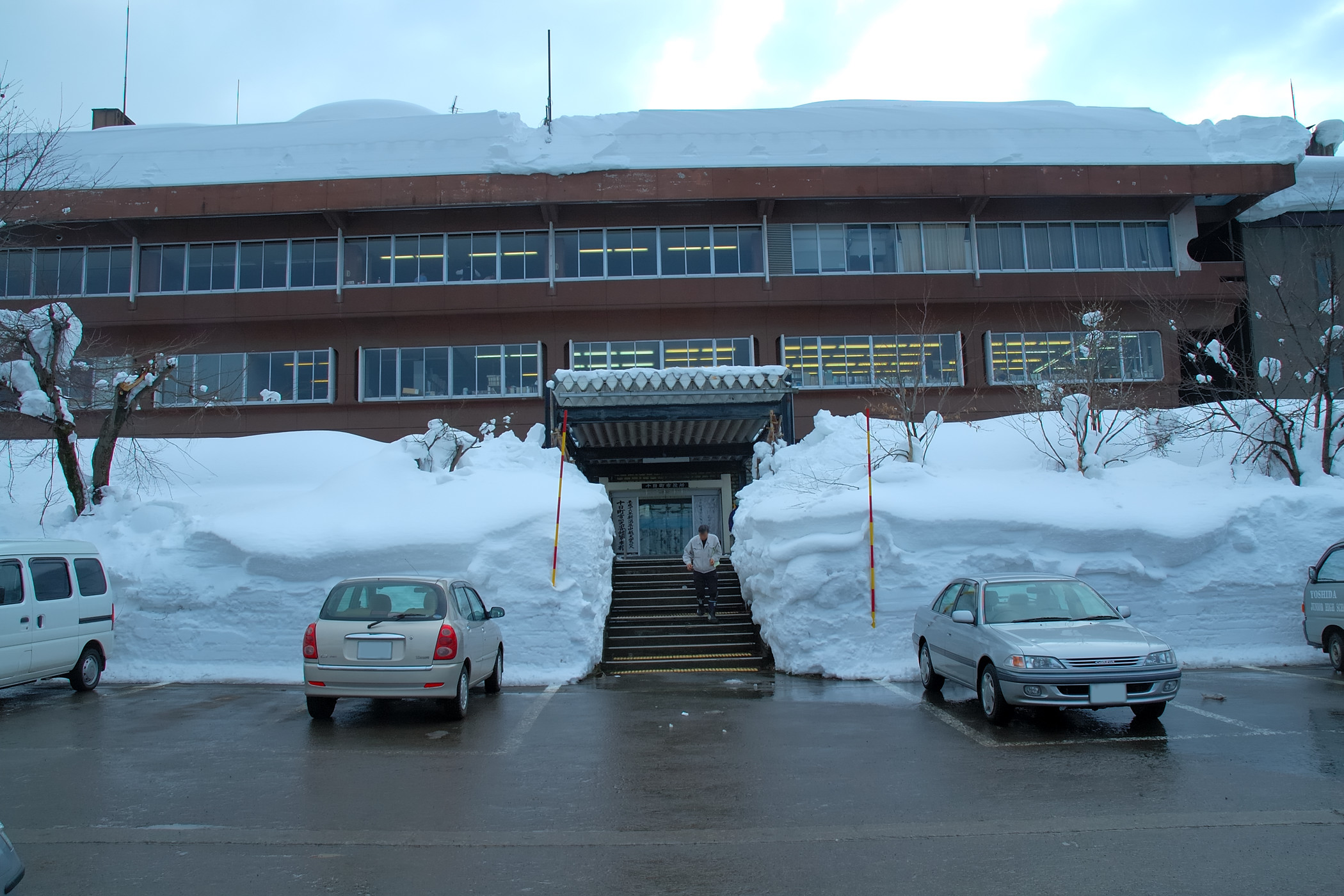
Mairie de Tōkamachi, janvier 2006.
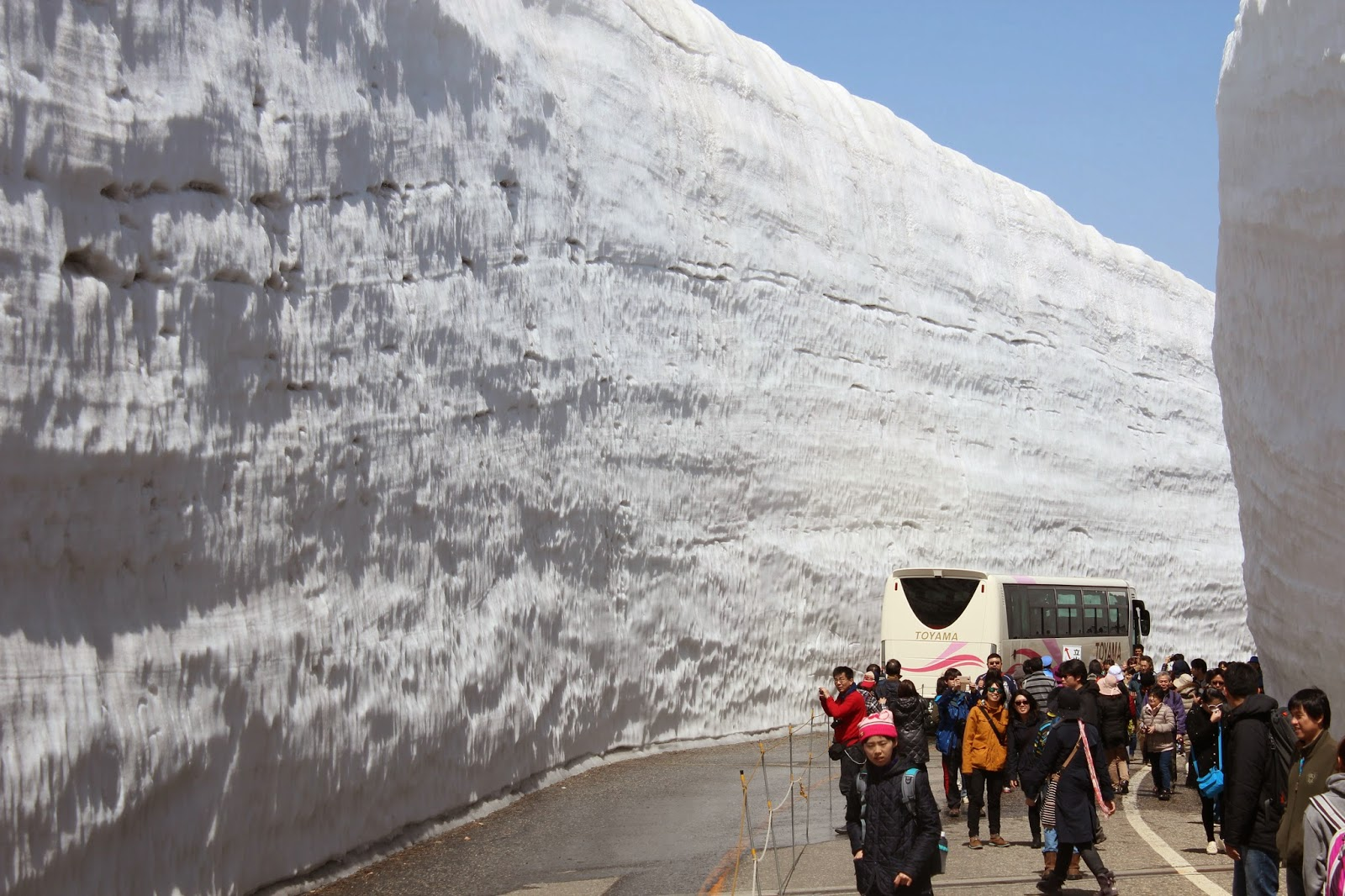
Mur de neige sur la route alpine passant à Tateyama (préfecture de Toyama)